# ریچارد ای. آرون
ریچارد ای. آرون (انگلیسی: Richard E. Aaron; ۲۳ آوریل ۱۹۴۹ – ۸ دسامبر ۲۰۱۶) عکاس موسیقی اهل آمریکا بود. او در این حرفه بیش از سه دهه مشغول بود.

## حرفه
هارون در طول دوران حرفه‌ای خود از حدود ۴۰۰۰ هنرمند موسیقی عکس گرفت. او در سال ۲۰۰۸ مدرک کارشناسی ارشد افتخاری را از موسسه بروکس دریافت کرد.
در ۸ دسامبر ۲۰۱۶، هارون بر اثر بیماری کلیوی در سن ۶۷ سالگی درگذشت.